# La Loma de Falcón
La Loma de Falcón es un lugar designado por el censo ubicado en el condado de Starr en el estado estadounidense de Texas. En el Censo de 2010 tenía una población de 95 habitantes y una densidad poblacional de 426,51 personas por km².

## Geografía
La Loma de Falcón se encuentra ubicado en las coordenadas 26°32′13″N 99°5′46″O / 26.53694, -99.09611. Según la Oficina del Censo de los Estados Unidos, La Loma de Falcón tiene una superficie total de 0.22 km², de la cual 0.22 km² corresponden a tierra firme y (0%) 0 km² es agua.

## Demografía
Según el censo de 2010, había 95 personas residiendo en La Loma de Falcón. La densidad de población era de 426,51 hab./km². De los 95 habitantes, La Loma de Falcón estaba compuesto por el 100% blancos, el 0% eran afroamericanos, el 0% eran amerindios, el 0% eran asiáticos, el 0% eran isleños del Pacífico, el 0% eran de otras razas y el 0% pertenecían a dos o más razas. Del total de la población el 95.79% eran hispanos o latinos de cualquier raza.